# Ublo
Ublo est une commune du district et de la région de Zlín, en République tchèque. Sa population s'élevait à 308 habitants en 2020.

## Géographie
Ublo se trouve à 18 km à l'est de Zlín, à 95 km à l'est de Brno et à 267 km au sud-est de Prague.
La commune est limitée par Lutonina à l'ouest et au nord, par Jasenná au nord, par Pozděchov à l'est, par Bratřejov au sud et par Vizovice à l'ouest.

## Histoire
La première mention écrite de la localité remonte à 1450.

## Transports
Par la route, Ublo se trouve à 17 km de Vsetín, à 20 km de Zlín, à 115 km de Brno et à 321 km de Prague.